# Горень
Горень, Горені (рум. Goreni) — село у повіті Муреш в Румунії. Входить до складу комуни Батош.
Село розташоване на відстані 291 км на північ від Бухареста, 35 км на північ від Тиргу-Муреша, 80 км на схід від Клуж-Напоки.

## Населення
За даними перепису населення 2002 року у селі проживали 690 осіб.
Національний склад населення села:
| Національність | Кількість осіб | Відсоток |
| -------------- | -------------- | -------- |
| румуни         | 363            | 52,6%    |
| угорці         | 219            | 31,7%    |
| цигани         | 108            | 15,7%    |

Рідною мовою назвали:
| Мова      | Кількість осіб | Відсоток |
| --------- | -------------- | -------- |
| румунська | 381            | 55,2%    |
| угорська  | 219            | 31,7%    |
| циганська | 90             | 13,0%    |